# Poligon w Okonku
Poligon w Okonku este o arie protejată (sit de importanță comunitară — SCI) din Polonia întinsă pe o suprafață de 2.180,21 ha, integral pe uscat.

## Localizare
Centrul sitului Poligon w Okonku este situat la coordonatele 53°31′29″N 16°44′48″E / 53.5248°N 16.7468°E.

## Înființare
Situl Poligon w Okonku a fost declarat sit de importanță comunitară în septembrie 2006 pentru a proteja 5 specii de animale.

## Biodiversitate
Situată în ecoregiunea continentală, aria protejată conține 11 habitate naturale: Vegetație psamofilă uscată cu pășuni deschise de Corynephorus și Agrostis, Lacuri și iazuri distrofice naturale, Cursuri de apă de la nivel de câmpie la nivel montan, cu vegetație Ranunculion fluitantis și Callitricho-Batrachion, Pajiști uscate europene, Pajiști calcaroase din nisipuri xerice, Formațiuni ierboase bogate în specii de Nardus, dezvoltate pe substraturi silicioase în zone montane (și în zone submontane, în Europa continentală), Pajiști cu Molinia pe soluri calcaroase, turboase sau argilos-nămoloase (Molinion caeruleae), Mlaștini turboase de tranziție și turbării mișcătoare, Depresiuni pe substraturi de turbă de Rhynchosporion, Mlaștini alcaline, Păduri aluvionare cu Alnus glutinosa și Fraxinus excelsior (Alno-Padion, Alnion incanae, Salicion albae).
La baza desemnării sitului se află mai multe specii protejate:
- mamifere (3): lupul (Canis lupus), castor (Castor fiber), vidră de râu (Lutra lutra)
- nevertebrate (2): Dytiscus latissimus, libelule (Leucorrhinia pectoralis)